# Заридзееби
Заридзееби (груз. ზარიძეები) — село в Грузии, на территории Тианетского муниципалитета края (мхаре) Мцхета-Мтианети.

## География
Село находится в центральной части Грузии, на берегах реки Кусно (бассейн Иори), на расстоянии приблизительно 5 километров (по прямой) к западо-северо-западу от посёлка городского типа Тианети, административного центра муниципалитета. Абсолютная высота — 1192 метра над уровнем моря.

## Население
По результатам официальной переписи населения 2014 года в Заридзееби проживало 298 человек (150 мужчин и 148 женщин). В национальной структуре населения грузины составляли 100 %.
| Год  | Население, человек |
| ---- | ------------------ |
| 2002 | 439                |
| 2014 | ↘ 298              |